# Championnats d'Europe de char à voile 1965
Navigation
1964 1966
Les 3e Championnats d'Europe de char à voile 1965, organisés par le pays hôte sous l'égide de la fédération internationale du char à voile, se sont déroulés au Touquet-Paris-Plage dans le département du Pas-de-Calais en France,.

## Podiums
| Or             | Argent        | Bronze              |
| -------------- | ------------- | ------------------- |
| Pierre Demoury | Christian Nau | Claus-Werner Wieben |

## Tableau des médailles par nation
| Rang | Nation    | Or | Argent | Bronze | Total |
| ---- | --------- | -- | ------ | ------ | ----- |
| 1    | France    | 1  | 1      | -      | 2     |
| 2    | Allemagne | -  | -      | 1      | 1     |